# 珠海路街道
珠海路街道是中华人民共和国山东省青岛市市南区下辖的一个街道。

## 行政区划
珠海路街道下辖海口路社区、汕头路社区、辛家庄社区、澳门路社区。